# Picozoa
Picozoa
je skupina mořských jednobuněčných pikoplanktonních organismů, které jsou s největší pravděpodobností příbuzné ruduchám. Od r. 2007 byl znám z genomové analýzy environmentálních vzorků a nazýván Picobiliphyta, ale teprve v r. 2013 se podařilo kultivovat jednoho ze zástupců, Picomonas judraskeda. Objev způsobil zásadní změnu představ o této skupině, zpochybnil fototrofní způsob obživy a vedl tak i k přejmenování na současný název.

## Systematika
Vzhledem k tomu, že byl objeven (kultivován) pouze jediný druh pikomonád, jsou prozatím (začátek r. 2013) všechny uváděné taxony monotypické:
- Kmen: Picozoa
  - Třída: Picomonadea
    - Řád: Picomonadida
      - Čeleď: Picomonadidae
        - Rod: Picomonas
          - Druh: Picomonas judraskeda

Kmen Picozoa je vymezen jako skupina heterotrofních mořských jednobuněčných pikoplanktonní velikosti (procházející skrz membránový filtr 3 μm), charakterizovaných jednou ze dvou sekvencí jaderného genomu, kódujícího SSU rDNA, a sice 5’GCG TGA TGC CAA AAT CCG3’ nebo 5’ATA TGC CCG TCA AAC CGT3’.
Řád Picomonadida charakterizuje první z uvedených sekvencí.

## Fylogenetické zařazení
O Picozoa (tehdy pod názvem Picobiliphyta) se předpokládalo, že se jedná o autotrofní mořské řasy a jejich umístění ve fylogenetickém stromu se proto hledalo mezi rostlinami nebo chromisty.
Některé studie založené na molekulárních analýzách naznačovaly, že by mohli být kladeni do chromistní podříše Hacrobia (dnes již zpochybňované), a to do blízkosti skrytěnek. Později bylo navrhováno jejich postavení jako sesterské skupiny ke Glaucophyta, ale podpora tohoto jejich zařazení je také velmi slabá.  Adl s kolektivem se proto rozhodli ve svém revidovaném systému eukaryot ponechat Picobiliphyta jako incertae sedis eukaryot.
Rozhodnutí nepřinesla ani studie z r. 2013, která mohla pracovat s kultivovaným jedincem pikomonády. Naopak vyvrátila některé předchozí předpoklady, např. autotrofii.
Studie z roku 2021 pak vrátila Picozoa do sousedství rostlin, konkrétně ruduch, a zařadila je jako jednu skupinu superskupiny Archaeplastida, nově obsahujících vedle rostlin v tradičním pojetí i Rhodelphidia se zanikajícím plastidem neschopným fotosyntézy a právě Picozoa, kteří plastidy nemají vůbec.

## Picomonas judraskeda
Studie z r. 2013 podala popis prvního kultivovaného druhu kmene Picozoa, pikomonády Picomonas judraskeda:
Jedná se o dvojbičíkatý jednobuněčný organismus žijící v mořském planktonu. Buňky jsou veliké 2,5–3,8 ×  2–2,5 μm a neobsahují žádné plastidy. Sestávají ze dvou půlkulových částí oddělených hlubokým rozštěpem. Přední část obsahuje všechny hlavní buněčné organely (jádro, endoplazmatické retikulum, jediný Golgiho aparát a jednu mitochondrii) včetně ukotvení bičíků, zadní část pak obsahuje početné vezikuly a vakuoly a potravní aparát. Obě části jsou odděleny velkou vakuolovou cisternou.
Jediná mitochondrie s tubulárními kristami je umístěna za jádrem ve ventrální oblasti přední části. Mezi mitochondrií (na kterou přímo doléhá), jádrem a bazálním tělískem předního bičíku je umístěn jediný Golgiho aparát
Dva bičíky (jeden dlouhý přední, druhý kratší zadní) vybíhají z ventrálního povrchu buňky blízko ke styčnému místu mitochondrie a Golgiho aparátu. Oba bičíky mají hladký povrch a postrádají výběžky či vlášení (mastigonemy).
Potravní aparát se skládá z velkého koše z vláken ukotvených na ventrálním buněčném povrchu a vymezujících na něm podlouhlá štěrbinová buněčná ústa, která umožňují tvorbu potravních vakuol. Ač je potravní vakuola relativně velká, obsahuje pouze částice menší než 150 nm.
Buňky jsou pokryté pouze plazmatickou membránou bez náznaků šupin nebo glykokalyxu.
Picomonas judraskeda se vyznačuje unikátním způsobem pohybu: Po déle trvajícím období klidu jsou zahájeny opakující se cykly sestávající z prudkých poskoků na krátkou vzdálenost, které okamžitě následuje pomalý plazivý pohyb opačným směrem.
Díky absenci plastidu i neexistenci genů plastidového určení v genomu prakticky není pochyb o heterotrofním způsobu výživy. Potrava je omezena vlastní velikostí pikomonád a jejich potravního aparátu. Z analýzy buněk, zachycených v různých stadiích potravního cyklu, lze usuzovat, že nejsou ani bakterivorní, ale stravují se endocytózou malých mořských koloidních částic menších než 150 nm.